# Lissolaboides major
Lissolaboides major är en stekelart som beskrevs av Heinrich 1974. Lissolaboides major ingår i släktet Lissolaboides och familjen brokparasitsteklar. Inga underarter finns listade i Catalogue of Life.